# إد لورانس
إد لورانس (بالإنجليزية: Ed Lawrence)‏ هو لاعب كرة قدم أمريكية أمريكي، ولد في 16 يوليو 1906 في فيتشبورغ في الولايات المتحدة، وتوفي في 21 نوفمبر 1961.

## وصلات خارجية
- إد لورانس على موقع مرجع كرة القدم المحترفة.كوم (الإنجليزية)